# Отак-Сара (Амоль)
Отак-Сара (перс. اطاق سرا) — село в Ірані, у дегестані Ларіджан-е Софла, у бахші Ларіджан, шагрестані Амоль остану Мазендеран. У переписі 2006 року вказане як окремий населений пункт, але без відомостей про чисельність населення.

## Клімат
Середня річна температура становить 17,05°C, середня максимальна – 31,32°C, а середня мінімальна – 3,59°C. Середня річна кількість опадів – 773 мм.
| Клімат поселення                              | Клімат поселення | Клімат поселення | Клімат поселення | Клімат поселення | Клімат поселення | Клімат поселення | Клімат поселення | Клімат поселення | Клімат поселення | Клімат поселення | Клімат поселення | Клімат поселення | Клімат поселення |
| Показник                                      | Січ.             | Лют.             | Бер.             | Квіт.            | Трав.            | Черв.            | Лип.             | Серп.            | Вер.             | Жовт.            | Лист.            | Груд.            |                  |
| Середній максимум, °C                         | 11,18            | 11,71            | 14,50            | 20,24            | 24,14            | 28,01            | 31,25            | 31,32            | 28,61            | 23,86            | 18,38            | 14,03            |                  |
| Середня температура, °C                       | 7,39             | 7,91             | 10,72            | 16,44            | 20,36            | 24,21            | 26,26            | 26,34            | 23,62            | 18,87            | 13,38            | 9,03             |                  |
| Середній мінімум, °C                          | 3,59             | 4,13             | 6,93             | 12,66            | 16,58            | 20,41            | 21,27            | 21,34            | 18,63            | 13,89            | 8,39             | 4,06             |                  |
| Норма опадів, мм                              | 86               | 65               | 57               | 28               | 24               | 21               | 20               | 45               | 81               | 130              | 113              | 103              |                  |
| Середньомісячна швидкість вітру, м/с          | 1.88             | 2.41             | 2.40             | 2.28             | 2.30             | 2.58             | 2.58             | 2.18             | 2.01             | 1.80             | 1.82             | 1.78             |                  |
| Середньомісячна сонячна радіація, кДж/м²·день | 8438             | 10592            | 12702            | 15839            | 19833            | 21737            | 21582            | 19136            | 15748            | 12330            | 9722             | 8030             |                  |
| --------------------------------------------- | ---------------- | ---------------- | ---------------- | ---------------- | ---------------- | ---------------- | ---------------- | ---------------- | ---------------- | ---------------- | ---------------- | ---------------- | ---------------- |
| Джерело:                                      |                  |                  |                  |                  |                  |                  |                  |                  |                  |                  |                  |                  |                  |